# Dexámeno
Dexámeno (en griego, Δεξαμενός, «el que acoge»), en la mitología griega, era el nombre de tres personajes. 

## Rey de Óleno
El primero era un rey de la ciudad de Óleno, en Acaya. Tuvo varios hijos: Eurípilo, Mnesímaca (en algunas versiones conocida como Deyanira o Hipólita), Terónice y Teréfone (estas dos últimas, gemelas). Heracles había sido recibido con hospitalidad por Dexámeno. Más tarde, cuando Heracles volvió a Óleno, después de haber limpiado los establos de Augías, Dexámeno le pidió ayuda cuando estaba a punto de desposar por la fuerza a su hija Mnesímaca con el centauro Euritión. Heracles mató al centauro. En una variante de esta leyenda, Deyanira era la hija de Dexámeno a la que Heracles, después de haberle quitado la virginidad, había jurado que la haría su esposa. Tras matar a Euritión, Heracles se llevó a su prometida. Aún existe otra variante según la cual la hija de Dexámeno se llamaba Hipólita que, mientras se celebraba el banquete de su boda con Azán, fue tratada de manera violenta por Euritión, al que mató Heracles. El dramaturgo Iofonte tituló una de sus tragedias con el nombre de Dexámeno.

## Hijo de Heracles
El segundo de ellos era un hijo de Heracles:
«Partiendo de allí, fueron hacia Accio y anclaron junto al promontorio del golfo ambracio. Desde allí llegaron a la ciudad de Ambracia [en Epiro], donde reinaba Ambrace, el hijo de Dexámeno, el hijo de Heracles, y en los dos sitios quedan recuerdos de su llegada: en Accio, el templo de Afrodita Enéada y cerca de él, otro de los Grandes Dioses (ambos existían todavía en mi época); y en Ambracia, un templo a la misma diosa y otro al héroe Eneas, cerca del teatro pequeño».

## Hijo de Mesolo
El tercero, probablemente el mismo anteriormente citado con una tradición diferente, era un hijo de Mesolo y de Ambracia, hija de Forbas. En su honor, una parte de la región de Ambracia recibió el nombre de Dexámenas.